# 多斯利德涅 (柳巴爾區)
49°59′40″N 27°40′17″E / 49.99444°N 27.67139°E
多斯利德涅（烏克蘭語：Дослідне）是烏克蘭北部的村莊，隸屬日托米爾州的日托米爾區。該村面積2.21平方公里，海拔高度240米，2001年人口107，人口密度每平方公里48.46人。